# Winnemucca, Nevada
Winnemucca (phát âm /ˌwɪnəˈmʌkə/) là một thành phố quận lỵ quận Humboldt thuộc tiểu bang Nevada, Hoa Kỳ.
Quận này được đặt tên theo. Theo điều tra dân số của Cục điều tra dân số Hoa Kỳ năm 2000, cộng đồng này có dân số 7174 người. 